# Riku Matsuda (football, 1991)
Pour les articles homonymes, voir Matsuda.
Riku Matsuda (松田 陸, Matsuda Riku) est un footballeur japonais né le 24 juillet 1991 à Osaka. Il évolue au poste d'arrière latéral.

## Palmarès
- Vainqueur de la Coupe de la Ligue japonaise en 2017 avec le Cerezo Osaka.